# Вогульский завод
Вогу́льский железоде́лательный заво́д — небольшой металлургический завод на Среднем Урале, вспомогательный по отношению к Верхнетагильскому, действовавший с 1776 до 1873 года. Местное название завода — «Вогульская плотина».

## История
Завод был построен С. Я. Яковлевым в 1776 году в устье Вогулки при впадении её в Верхнетагильский пруд, в двух верстах от Верхнетагильского завода. Строительство завода было вызвано необходимостью создания резервного водохранилища и увеличения объёмов производства полосового и сортового железа. Фактически новый завод стал прокатным цехов Верхнетагильского завода.
В первые годы работы на заводе функционировали 3 молота, в дальнейшем их количество было увеличено до 4-х. Годовой объём производства железа в конце XVIII века составлял около 2030 тыс. пудов, в первой половине XIX века — до 30—40 тыс. пудов. Чугун для переработки поступал с Верхнетагильского завода, готовое кричное железо перевозилось на Шайтанскую пристань на Чусовой для отправки в центральную часть России. Широкополосное железо отправлялось на Верхнейвинский завод для передела в листовое железо.
В 1807 году земляная плотина имела длину 373,4 м, ширину в нижней части 23,5 м, в верхней части — 19,2 м, высоту — 8 м. В деревянном корпусе кричной фабрики функционировали 4 молота и 4 кричных горна, снабженные цилиндрическими деревянными мехами. Энергетическое хозяйство завода составляли 4 боевых и 2 меховых водяных колеса. Также в состав завода входили лесопильная мельница, два амбара для хранения железа и припасов, угольный сарай и казарма для мастеровых.
Позднее плотина была реконструирована, для кричной фабрики было построено каменное здание. По данным 1827 года, угар чугуна при переделе его в железо составлял 30,3 %, на 1 кубический аршин угля выковывался 31 фунт железа, что было в два раза меньше показателя передовых заводов Урала. Продукция завода в отчётах учитывалась совместно с продукцией Верхнетагильского завода. Штат Вогульского завода составляли приходящие из посёлка Верхнетагильского завода рабочие.
В 1873 году из-за обветшания оборудования и нерентабельности производства завод был закрыт.